# Joe Jones (cantante)
Joe Jones (New Orleans, 12 agosto 1926 – Los Angeles, 27 novembre 2005) è stato un cantautore, produttore discografico e avvocato statunitense.

## Biografia
Dopo aver frequentato un'accademia militare della United States Navy, ha iniziato a collaborare come musicista per B.B. King, suonando il piano e arrangiando i suoi brani, e con il gruppo Shirley & Lee. Nello stesso periodo, nel 1954, ha pubblicato per la Capitol Records il suo singolo d'esordio come solista Will Call.
Divenuto popolare in Francia, dove si esibì per un periodo nelle principali discoteche del paese, ha inciso il brano You Talk Too Much, da lui scritto insieme a Reginald Hall, pubblicato da una nuova etichetta discografica, la Roulette Records, ottenendo un discreto successo di vendite in particolar modo in Belgio (Vallonia) nel 1961, raggiungendo la sesta posizione della classifica dei singoli e rimanendo in classifica per ventiquattro settimane.
Nello stesso anno è stato pubblicato anche il suo album d'esordio come solista, anch'esso intitolato You Talk Too Much, dal quale sono stati estratti come singoli anche i brani One Big Mouth e California Sun, quest'ultimo reinterpretato con successo nel 1964 dai The Rivieras.
In seguito è diventato produttore discografico, dedicandosi alle carriere di Alvin Robinson e delle Dixie Cup, per le quali ha scritto il brano Iko Iko (ripreso in seguito da diversi altri artisti che ne hanno realizzato una cover, come Dr. John, Natasha England e i Captain Jack).
È poi diventato avvocato, specializzandosi nei diritti degli artisti R&B e dedicandosi alle cause per il recupero dei diritti d'autore degli artisti protagonisti dei primi anni d'attività dell'industria musicale, ancora poco regolamentata.
Nel 1994 la Sequel Records ha pubblicato una raccolta antologica delle sue registrazioni.
È morto nel 2005, in seguito ad un intervento chirurgico per l'innesto di un bypass quadruplo.

## Discografia parziale

### Album

#### Studio
- 1961 - You Talk Too Much

#### Raccolte
- 1994 - The Best of Joe Jones: You Talk Too Much

### Singoli
- 1954 - Will Call
- 1961 - You Talk Too Much
- 1961 - One Big Mouth
- 1961 - California Sun